# أحمد المعتمد على الله
أمِيرُ اَلْمُؤْمِنِين وَخَلِيفَةُ المُسْلِمِين أبُو العَبَّاس أحمَد المُعْتَمِد بن جَعْفَر المُتَوكِّل بن مُحَمَّد المُعْتَصِم بن هارُون الرَّشيد اَلْعَبَّاسِي اَلْهَاشِمِيِّ اَلْقُرَشِيِّ (229 - 279 هـ / 844 - 892 م)، المعرُوف اختصارًا باسم المُعْتَمِد أو المُعْتَمِد على الله، هو الخليفة الخامِس عَشَر من خُلفاء بَني العبَّاس.

## نسبه ومولده
هو أحمد المعتمد على الله بن المتوكل على الله جعفر بن المعتصم بالله محمد بن الرشيد العباسي الهاشمي القرشي، يكنى بأبي العباس ويلقب بأمير المؤمنين، ولد سنة 229هـ / 843م بسُرَّ مَن رأى (سامرَّاء)، وأمُّه روميَّة اسمها فتيان.

## حكمه
قام هو وأخوه ولي العهد الأمير الموفق بالله بنشر الخلافات بين نفوذ الأتراك لإعادة الخلافة العباسي إلى سابق عهدها كما فعل المهتدي بالله قبل خلعه، وقام الموفق للتصدي لثورة الزنج، بينما هو كان يتصدى للثورة، حاول الخليفة أن ينقل الخلافة العباسية إلى مصر التي كانت تحكمها الدولة الطولونية التي أسسها أحمد بن طولون خشيةً أن يكون تحت إمرة أخيه الموفق، ولكن الموفق علم بالأمر فأمر بإرجاعه إلى بغداد.

## وفاته
توفي المعتمد بالله عام 892م ليلة الاثنين لإحدى عشرة بقيت من رجب سنة 279هـ فحُمل ودُفن بسامرَّاء. وكانت خلافته ثلاثة وعشرين سنة وتولى من بعده الخلافة المعتضد بالله لقد أصاب المؤرخين في تسمية عصر المعتمد على الله بصحوة الخلافة العباسية.